# 吉田智子 (脚本家)
吉田 智子（よしだ ともこ）は、日本の脚本家、小説家。別名、吉田 実似。
東京都出身。日本シナリオ作家協会会員。日テレ学院シナリオライター講座講師。

## 略歴
大学を卒業後、広告会社のコピーライターを経て、1999年の『君といた未来のために 〜I'll be back〜』（日本テレビ）で脚本家としてデビュー。テレビドラマ・映画などの脚本を多く手がける。
2017年度後期のNHK連続テレビ小説『わろてんか』の脚本を担当する。同年公開の映画『君の膵臓をたべたい』で第41回日本アカデミー賞優秀脚本賞を受賞。

## 主要作品

### テレビドラマ
- 君といた未来のために 〜I'll be back〜（1999年、日本テレビ）
- 伝説の教師（2000年、日本テレビ）[6]
- 新宿暴走救急隊（2000年、日本テレビ）
- 向井荒太の動物日記 〜愛犬ロシナンテの災難〜（2001年、日本テレビ）
- ビューティ7（2001年、日本テレビ）
- 整形美人。（2002年、フジテレビ）
- 美女か野獣（2003年、フジテレビ）
- ダイヤモンドガール（2003年、フジテレビ）
- FIRE BOYS 〜め組の大吾〜（2004年、フジテレビ）
- 飛鳥へ、そしてまだ見ぬ子へ（2005年、フジテレビ）
- Ns'あおい（2006年、フジテレビ）
- 一生忘れない物語「そこにいた風」（2006年、テレビ朝日） - コブクロの楽曲「風」を原作に書き下ろされたドラマ
- 奇跡の夫婦愛スペシャル「遙かなる約束」（2006年、フジテレビ）
- 今週、妻が浮気します（2007年、フジテレビ）
- 24時間テレビ 「愛は地球を救う」スペシャルドラマ「君がくれた夏 〜がんばれば、幸せになれるよ〜」（2007年8月18日、日本テレビ）
- 働きマン（2007年、日本テレビ）
- ロス:タイム:ライフ 第7節「極道の妻編」 （2008年、フジテレビ）
- キイナ〜不可能犯罪捜査官〜（2009年、日本テレビ）
- 黄金の豚-会計検査庁 特別調査課-（2010年、日本テレビ）
- 全開ガール（2011年、フジテレビ）
- カエルの王女さま（2012年、フジテレビ）
- 学校のカイダン（2015年、日本テレビ）
- 嫌な女（2016年、NHK BSプレミアム）
- 連続テレビ小説 わろてんか（2017年 - 2018年、NHK） [2][6]

### 映画
- Life 天国で君に逢えたら（2007年）
- クローズド・ノート（2007年）
- ウルルの森の物語（2009年）
- 岳-ガク-（2011年）
- 僕等がいた 前篇・後篇（2012年）
- 奇跡のリンゴ（2013年）[注 1]
- カノジョは嘘を愛しすぎてる（2013年）
- ホットロード（2014年）
- アオハライド（2014年）
- ぼくは明日、昨日のきみとデートする（2016年）
- 君の膵臓をたべたい（2017年）
- 桜のような僕の恋人（2022年）
- 四月になれば彼女は（2024年）[注 2]
- 余命一年の僕が、余命半年の君と出会った話。（2024年）
- 10DANCE（2025年）

## 受賞歴
- 第41回日本アカデミー賞 優秀脚本賞（『君の膵臓をたべたい』）[5]